# Alamire Foundation

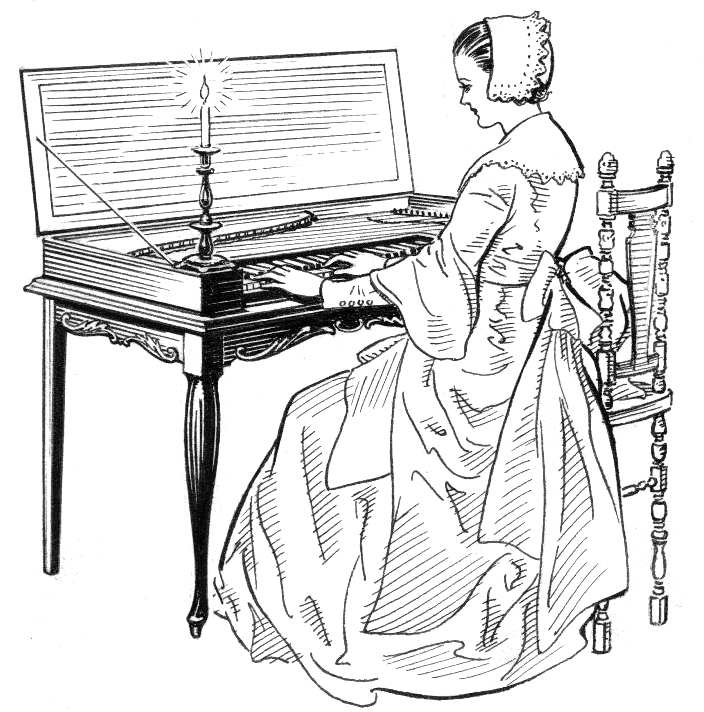

De Alamire Foundation, Internationaal centrum voor de studie van Muziek in de Lage Landen stimuleert en coördineert systematisch archiefonderzoek naar het muziekleven in de Lage Landen tot ca. 1800. De organisatie is genoemd naar de 16e-eeuwse Petrus Alamire, een van de belangrijkste muziekkalligrafen en samensteller van kostbare koorboeken die via zijn atelier met kopiisten, verluchters en miniaturisten de Vlaamse polyfonie over heel Europa wist te verspreiden.

## Ontstaan en werking
In 1991 is het onderzoekscentrum opgericht als samenwerkingsverband tussen de afdeling musicologie van de Katholieke Universiteit Leuven (waar medeoprichter Ignace Bossuyt doceerde), en Musica, Impulscentrum voor muziek vzw. De foundation is ingebed in de universitaire onderzoeksgroep musicologie en focust op lokalisatie, inventarisering en conservering van het muzikale erfgoed in Vlaanderen. Hoewel er qua studieobject geen (chronologische) beperking is ligt de nadruk op polyfone muziek tussen 1350 en 1650. Daarnaast draagt het centrum bij tot een brede ontsluiting van vaak onbekende muziekarchieven door publicaties, concertorganisaties, tentoonstellingen, colloquia, lezingen en andere activiteiten. Eventuele winst moet een bijkomstig karakter hebben en wordt uitsluitend aan het hoofddoel besteed. De oprichters van het Fonds Vrienden Van Alamire Foundation ondersteunen verschillende projecten van het studiecentrum.
Het centrum geeft tweemaal per jaar het Journal of the Alamire Foundation uit en leverde het voorbereidend werk voor de jaarlijkse Dag van de Oude Muziek. De kantoren van de Alamire Foundation zijn gevestigd in de Centrale universiteitsbibliotheek van de KU Leuven vanwaaruit de onderzoeksprojecten worden gecoördineerd. Daar startte najaar 2012 het Alamire Digital Lab (ADL) - een initiatief voor het digitaliseren van muzikaal erfgoed op professioneel niveau.

## Huis van de Polyfonie[2]

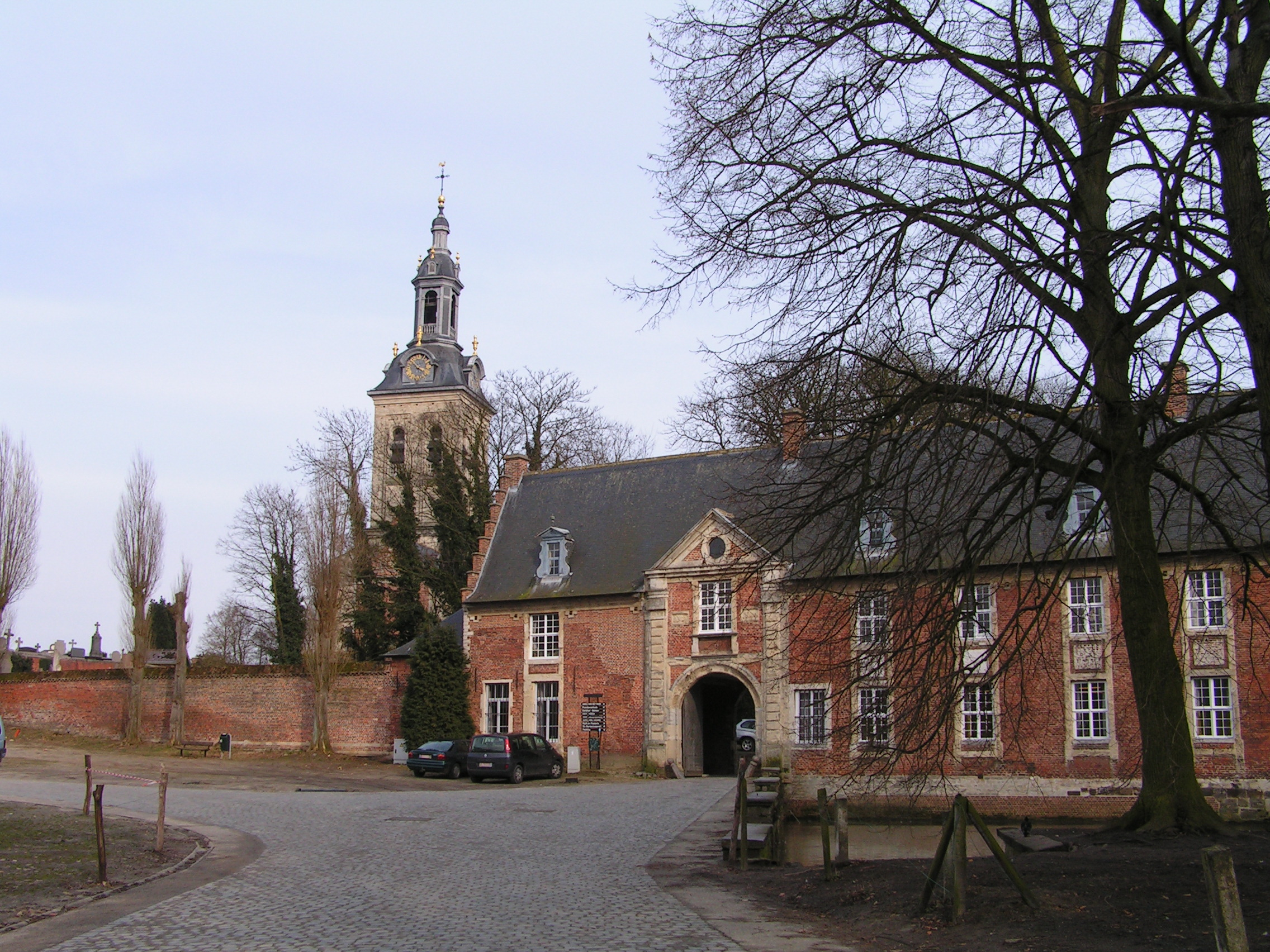
Provisorenhuis van de abdij tegenover het huis van de Polyfonie gelegen

Het verbinden van een historisch bewustzijn met de stad en haar bewoners hier en nu is een van de grote uitdagingen van de academische wereld. Vanuit deze visie is op initiatief van de Alamire Foundation in Leuven een nieuw project van start gegaan dat garanties moet bieden op onderzoek én cultuurbeleving op een niveau dat de alma mater waardig is: het Huis van de Polyfonie. Dit nieuw expertisecentrum is een trefpunt voor mensen uit het onderzoeksveld en de muziekpraktijk, voor ontmoeting en samenwerking aan projecten. Het Huis functioneert tegelijk als tentoonstellingsplek en concertlocatie voor een klein publiek, en zal verder een documentatiecentrum, een bibliotheek en enkele instrumenten bevatten.
Vlaanderen is rijk aan professionele uitvoerders die op hoog niveau rond polyfonie en het gregoriaanse repertoire werken. Het Huis van de Polyfonie vormt een uitgelezen plek voor valorisatie van het onderzoek, door hen in alle openheid voor een geïnteresseerd, geïnformeerd en breeddenkend publiek aan bod te laten komen.
Het Huis van de Polyfonie is gevestigd in de gerestaureerde Mariapoort van de Abdij van Park te Leuven. Er zijn twee ensembles in residentie: Park Collegium en het Nederlandse Capella Pratensis.